# اوشگولی
اوشگولی (به گرجی: უშგული) مجموعه ای از چهار روستا در منطقهٔ سوانتی در گرجستان است.

## توضیحات
این مجموعه جزء میراث جهانی یونسکو و جاذبه‌های گردشگری گرجستان به شمار می‌آید. اوشگولی، مرتفع‌ترین سکونتگاه اروپا است. این مجموعه ۶ ماه از سال پوشیده از برف است و جاده‌های دسترسی به ان تقریباً بسته می‌شوند. جمعیت این مجموعه ۷۰ خانوار است.